# 제5대 로즈베리 백작 아치볼드 프림로즈

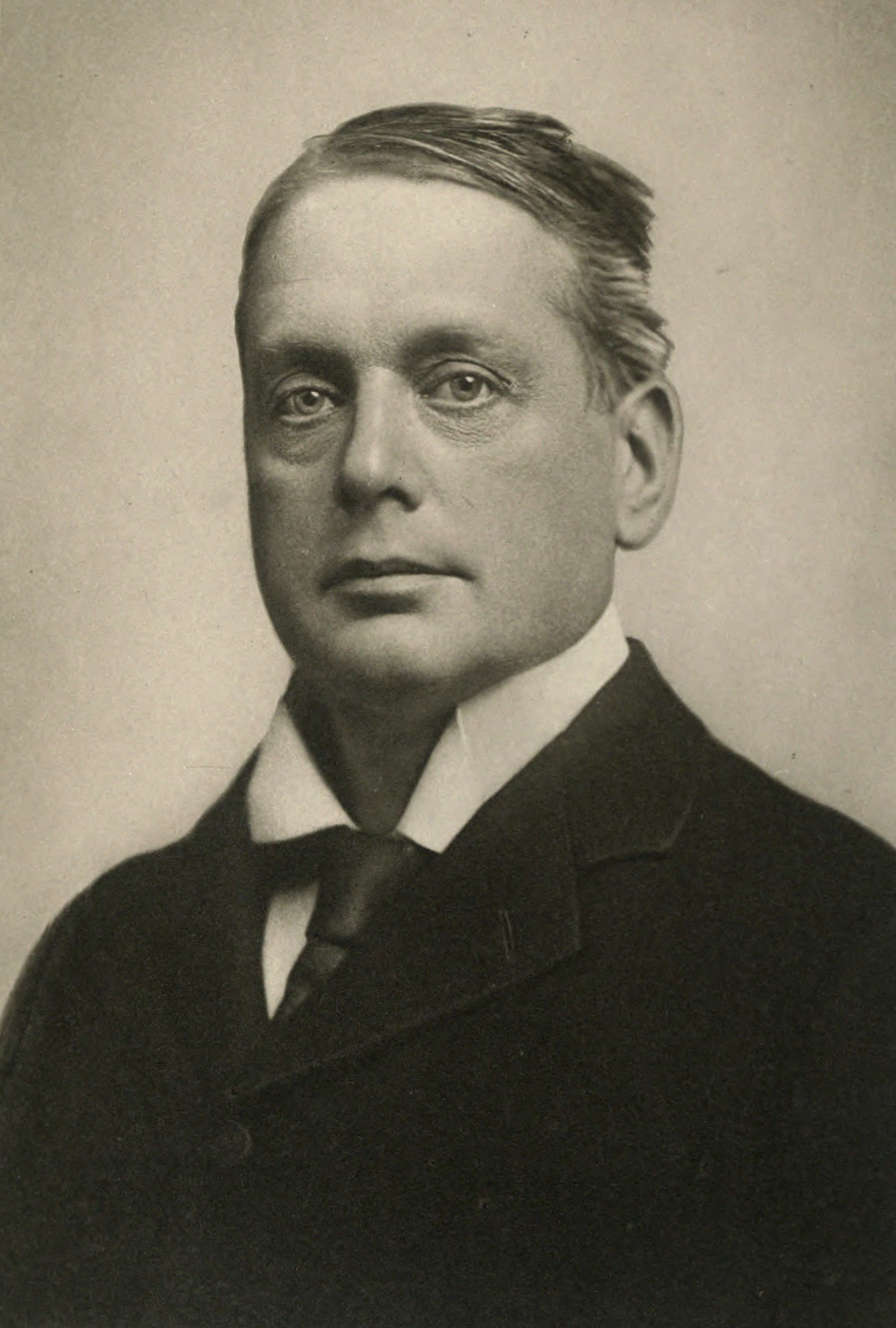
로즈베리 백작

제5대 로즈베리 백작, 제1대 미들로디언 백작 아치볼드 필립 프림로즈(Archibald Philip Primrose, 5th Earl of Rosebery, 1st Earl of Midlothian)는 영국의 정치인이다. 달메니 경(Lord Dalmeny)으로도 잘 알려져 있다.